# Red Purge
Red Purge (japanisch レッドパージ, Reddo pāji, dt. „rote Säuberung“) war eine politische Säuberung gegen die Kommunistische Partei Japans im Jahre 1950. Auf Anweisung des Oberkommandierenden MacArthur des GHQ/SCAP wurden die Mitglieder und Sympathisanten der kommunistischen Partei, aus öffentlichen Ämtern oder Privatunternehmen nach und nach entlassen. Mehr als zehntausend Personen verloren ihren Arbeitsplatz.

## Übersicht
Nach Beendigung des Pazifikkriegs förderte das GHQ/SCAP die Demokratisierung Japans, dadurch konnte auch die Kommunistische Partei Japans erstmals legal aktiv sein. Dadurch erstarkte die japanische Arbeiterbewegung. In der 24. Unterhauswahl im Januar 1949 erreichte die Kommunistische Partei 35 Sitze. Zur selben Zeit entstand die sozialistische Volksrepublik China und auf der koreanischen Halbinsel entwickelte sich eine angespannte Lage. Dadurch wechselte das GHQ/SCAP auf einen repressiven Kurs. Das war der sogenannte Gegenkurs, der den Ausbruch des Kalten Kriegs begleitete.
Zu dieser Zeit wurden die sogenannten drei mysteriösen Eisenbahn-Zwischenfälle aus dem Jahr 1949 (Shimoyama-, Mitaka- und Matsukawa-Zwischenfall) als von der Kommunistischen Partei und der Eisenbahner-Gewerkschaft geplant hingestellt, um in der Öffentlichkeit eine Atmosphäre zu erzeugen, in der eine Ächtung der Kommunistischen Partei und der Kommunisten gerechtfertigt schien.
Am 3. März 1950 deutete MacArthur ein Verbot der Kommunistischen Partei an. Am 30. Mai stieß eine Menschenmenge unter Leitung der Kommunistischen Partei am Platz vor dem Kaiserpalast mit den Besatzungstruppen zusammen (Jinmin-Hiroba-Zwischenfall) und am 6. Juni wurden 24 Mitglieder des Zentralkomitees der Kommunistischen Partei wie Tokuda Kyūichi und der Vorstand der Zeitung Akahata (Rote Fahne) aus öffentlichen Ämtern entlassen, und gegen die Akahata mit einem Publikationsverbot vorgegangen. In diesem Verlauf wurden auf Vorschlag des GHQ ab Juli auch die Entlassungen in Massenmedien (Zeitungen, Rundfunk), Regierungsbehörden und Unternehmen durchgeführt. Die damalige Kommunistische Partei war innerlich gespalten und konnte kaum organisierten Widerstand leisten. Am 25. Juni brach der Koreakrieg aus, und in aller Öffentlichkeit wurde nun von der Bedrohung durch den Kommunismus gesprochen.
Der Säuberungsbefehl wurde zusammen mit Inkrafttreten des Friedensvertrags von San Francisco aufgehoben. Als klar wurde, dass bei gewöhnlichen Arbeitern, die am Arbeitsplatz von der Red Purge betroffen waren, eine Rückkehr kaum vorkam und sie weiter der Red Purge ausgesetzt waren, wurde erklärt, dass es auch mit der Wiedereinstellung Schwierigkeiten gäbe.